# Horse Shoe (Carolina del Nord)
Horse Shoe è un census-designated place (CDP) degli Stati Uniti d'America, situato nello stato della Carolina del Nord, nella contea di Henderson. Secondo il censimento del 2020 gli abitanti di Horse Shoe ammontavano a 2 430.